# Ray Smith (Leichtathlet)
Raymond Charles „Ray“ Smith (* 12. August 1929; † 4. Juni 2010 in St Kilda, Melbourne) war ein australischer Geher.
Bei den Olympischen Spielen 1956 in Melbourne wurde er Sechster im 50-km-Gehen.